# Machon Meir
Machon Meir (hebräisch מכון מאיר) ist eine Jerusalemer orthodoxe Jeschiwa (Talmudhochschule) des religiös-zionistischen Spektrums. Sie spezialisiert sich vor allem auf den Unterricht von Einwanderern, Konvertiten und Baalei Teschuwa (Säkulare Juden, die den Weg zur Religion finden). Es wird ein Studium in den Sprachen Englisch, Französisch, Spanisch und Russisch angeboten. Sie wurde 1973 nach dem Yom-Kippur-Krieg von dem Rabbiner Dov Bigon gegründet.